# Fouad Hijazi
Fouad Hijazi (en árabe: فؤاد موسى حجازي‎; Monrovia, Liberia; 27 de junio de 1973) es un exfutbolista y entrenador de fútbol de Líbano nacido en Liberia que jugaba en la posición de centrocampista. Actualmente es entrenador asistente del Al Ansar Beirut de la Liga Premier de Líbano.

## Carrera

### Club
| Periodo   | Club         |
| --------- | ------------ |
| 1996–1997 | Bourj FC     |
| 1997–2007 | CS Sagesse   |
| 2007–2009 | Al Irshad FC |
| 2009–2010 | Al Khoyol FC |

### Selección nacional
Jugó para Líbano en 49 ocasiones de 1993 a 2003 y anotó un gol, el cual fue en un empate 2-2 ante Georgia en un partido amistoso jugado en Beirut el 5 de diciembre de 1996. Participó en la Copa Asiática 2000 y en dos ediciones de los Juegos Asiáticos.

### Entrenador
| Periodo   | Club       |
| --------- | ---------- |
| 2011-2012 | CS Sagesse |
| 2020–2022 | Bourj FC   |

## Logros

### Jugador
- Lebanese Second Division: 1998–99

### Entrenador
- Lebanese Challenge Cup: 2021[5]